# Steven Robert Biegler
Steven Robert Biegler (Mobridge, 22 marzo 1959) è un vescovo cattolico statunitense, dal 16 marzo 2017 vescovo di Cheyenne.

## Biografia
Steven Robert Biegler è nato a Morbridge, Dakota del Sud, il 22 marzo 1959 da Alfred, oggi deceduto, e Mary Biegler. Ha sei fratelli e sei sorelle. Una di esse, Rhonda Nickerson, è morta il 9 luglio 2010. La sua famiglia possiede un ranch vicino a Timber Lake.

### Formazione e ministero sacerdotale
Nel 1977 ha conseguito il diploma presso la Timber Lake High School e poi ha studiato per un anno presso la South Dakota School of Mines and Technology a Rapid City. In seguito ha lavorato nell'azienda agricola di famiglia e poi si trasferito nel Wyoming per lavorare con in squadra di costruzione che riempiva vecchie miniere di carbone sotterranee intorno a Glenrock, vicino a Casper.
Ha studiato filosofia presso il seminario "Cuore Immacolato di Maria" a Winona, Minnesota, dal 1986 al 1989 e teologia presso la Pontificia Università Gregoriana a Roma come alunno del Pontificio collegio americano del Nord. Nel 1992 ha ottenuto il baccalaureato. Nel 2007 ha conseguito la licenza in teologia biblica presso la Pontificia università "San Tommaso d'Aquino".
Il 9 luglio 1993 è stato ordinato presbitero per la diocesi di Rapid City a Timber Lake da monsignor Charles Joseph Chaput. In seguito è stato vicario parrocchiale della parrocchia della cattedrale di Nostra Signora del Perpetuo Soccorso a Rapid City dal 1993 al 1994; amministratore parrocchiale delle parrocchie dell'Immacolata Concezione a Bonesteel, di Sant'Antonio a Fairfax e di San Francesco Saverio a Ponca Creek dal 1994 al 1996; parroco in solido della parrocchia di San Bernardo a McLaughlin con le chiese missioni di San Bonaventura a McIntosh, di San Beda a Wakpala, di San Luigi a Bullhead, dell'Assunzione a Kenel e di San Michele a Watauga dal 1996 al 2003; direttore della formazione apostolica e pastorale presso il Pontificio collegio americano del Nord a Roma dal 2003 al 2006; cappellano delle scuole cattoliche diocesane e della South Dakota School of Mines and Technology a Rapid City dal 2007 al 2010; amministratore diocesano di Rapid City dal 2010 al 2011; parroco della parrocchia di Nostra Signora delle Black Hills a Piedmont dal 2011 al 2015; vicario generale dal 2011; rettore della cattedrale di Nostra Signora del Perpetuo Soccorso a Rapid City dal 2016. È stato anche membro del collegio dei consultori e del consiglio presbiterale dal 1998 al 2003 e dal 2009. È membro della Fraternità Jesus Caritas, un istituto secolare appartenente alla famiglia spirituale di Charles de Foucauld.

### Ministero episcopale
Il 16 marzo 2017 papa Francesco lo ha nominato vescovo di Cheyenne. Ha ricevuto l'ordinazione episcopale il 5 giugno successivo nel centro civico di Cheyenne dall'arcivescovo metropolita di Denver Samuel Joseph Aquila, co-consacranti l'arcivescovo metropolita di Anchorage Paul Dennis Etienne e il vescovo di Rapid City Robert Dwayne Gruss. Durante la stessa celebrazione ha preso possesso della diocesi.
Nel febbraio del 2020 ha compiuto la visita ad limina.

## Genealogia episcopale
La genealogia episcopale è:
- Cardinale Scipione Rebiba
- Cardinale Giulio Antonio Santori
- Cardinale Girolamo Bernerio, O.P.
- Arcivescovo Galeazzo Sanvitale
- Cardinale Ludovico Ludovisi
- Cardinale Luigi Caetani
- Cardinale Ulderico Carpegna
- Cardinale Paluzzo Paluzzi Altieri degli Albertoni
- Papa Benedetto XIII
- Papa Benedetto XIV
- Papa Clemente XIII
- Cardinale Marcantonio Colonna
- Cardinale Giacinto Sigismondo Gerdil, B.
- Cardinale Giulio Maria della Somaglia
- Cardinale Carlo Odescalchi, S.I.
- Cardinale Costantino Patrizi Naro
- Cardinale Lucido Maria Parocchi
- Papa Pio X
- Papa Benedetto XV
- Papa Pio XII
- Cardinale Francis Joseph Spellman
- Cardinale Terence James Cooke
- Vescovo Howard James Hubbard
- Arcivescovo Harry Joseph Flynn
- Arcivescovo Samuel Joseph Aquila
- Vescovo Steven Robert Biegler

## Araldica
| Stemma | Titolare                                  | Descrizione |
|        | Steven Robert Biegler Vescovo di Cheyenne | Partito: al primo, troncato merlato di rosso e d'argento a due croci greche scorciate patenti dell'uno nell'altro, poste in palo; al secondo, trinciato di rosso e d'oro, al fascio di spighe di grano dello stesso e alla pecora al naturale caricata di un vincastro pure al naturale, al capo d'oro, al libro aperto al naturale, caricato delle lettere greche Α e Ω di rosso. Ornamenti esteriori da vescovo. Motto "Shepherd in compassion". |